# Otlile Mabuse
Pour les articles homonymes, voir Mabuse (homonymie).
 (juin 2018).
Si vous disposez d'ouvrages ou d'articles de référence ou si vous connaissez des sites web de qualité traitant du thème abordé ici, merci de compléter l'article en donnant les références utiles à sa vérifiabilité et en les liant à la section « Notes et références ».
Otlile Mabuse, alias Oti Mabuse, née le 8 août 1990 à Prétoria, est une danseuse et chorégraphe sud-africaine. Elle est la sœur cadette de la danseuse Motsi Mabuse.

## Biographie
Otlile Mabuse est née à Pretoria, en Afrique du Sud. Elle a étudié le génie civil à l'université avant de se lancer dans une carrière de danse de salon professionnelle. Sa sœur aînée, Motsi Mabuse, exerce le même métier et est l'épouse du danseur roumain Marius Iepure. 

## Carrière de danseuse
Elle a remporté le championnat de danse latino-américaine et de danse sud-africaine à huit reprises, et a déménagé en Allemagne pour élargir ses horizons de danse. Elle a gagné un certain nombre de titres dans sa carrière de danseuse, dont : 
- 3e place en Coupe du monde de freestyle latin en 2014
- 2e place Championnat d'Europe latine en 2014
- 1re place au Championnat d'Allemagne PD Freestyle Latin

## Carrière télévisuelle
En 2015, elle est apparue dans la saison de la version allemande de Let's Dance, aux côtés du chanteur Daniel Küblböck. Le couple a été éliminé lors de la 9e semaine, terminant à la 6e place.
La même année, elle est apparue dans la 13e saison de Strictly Come Dancing, en compagnie du boxeur olympique Anthony Ogogo. Le couple a été éliminé dans la 3e semaine, terminant à la 14e place. Cette année-là, elle a également participé aux émissions spéciales Children in Need et Christmas, dans laquelle elle a collaboré avec les acteurs Jack Ashton et Tom Chambers. 
En 2016, elle a été associée à l'ancien acteur de Hollyoaks, Danny Mac, pour la 14e saison de l'émission. Le couple a atteint la finale et a terminé en 2e place. La même année, elle revient pour la 9e saison de Let's Dance aux côtés du présentateur de télévision Niels Ruf. Le couple est éliminé lors de la 2e semaine, à la 14e place.
En 2017, pour la 15e saison de l'émission, aux côtés du sprinter paralympique Jonnie Peacock, elle est éliminée lors de la 9e semaine à la 8e place.
En 2018, elle est associée à l'ancien joueur de cricket Graeme Swann et termine à la 7e place.
En 2019 et 2020, elle remporte deux fois de suite la compétition avec respectivement le comédien de la série Emmerdale Kelvin Fletcher en 2019 et l'acteur, chanteur et humoriste Bill Bailey en 2020.
En mai 2021, elle intègre le jury de la première saison de la version britannique de l'émission The Masked Dancer, dérivée de l'émission The Masked Singer.

## Partenaires de danse célèbres
À partir de 2015, elle intègre l'équipe de danseurs professionnels de l'émission Let's Dance sur RTL. Elle a pour partenaires :
| Saison | Partenaire      | Place |
| ------ | --------------- | ----- |
| 8e     | Daniel Küblböck | 6e    |
| 9e     | Niels Ruf (de)  | 13e   |